# دار الكتب الوطنية (بنغازي)
دار الكتب الوطنية في مدينة بنغازي، ليبيا. تعتبر المكتبة الوطنيـة الليبية وهي مقر الإيداع القانوني للمصنفات المعدة للنشر، وحفظ وتجميع التراث المؤلف في ليبيا، إضافة لكونها المكتبة الرسمية للدولة بعد صدور قانون الإيداع.
يقع مبنى دار الكتب الوطنية وسط مدينة بنغازي على مساحة 1.5 هكتار، ويحدها شرقا السوق البلدي وغربا مبنى إدارة شركة الخطوط الجوية الليبية، أنشأت الدار العام 1972 وافتتح المبنى في العام 1979.
ورغم أهمية المكتبة باعتبارها المكتبة الوطنية الليبية إلا أنها تعاني من مشاكل تنظيمية ومالية حيث ذكر أمينها العام في تصريح صحفي في مايو 2008 «أن الدار لم يدخلها كتاب منذ عام 1982»، مضيفا أن بند شراء الكتب في الميزانية «ضئيل جداًّ ولا يغطي الاحتياجات المتزايدة».

## أقسام الدار
- قسم التزويد والإهداء والتبادل
- المركز الببليوغرافي الوطني
- قسم خدمات المستفيدين
- قسم البحث والتطوير
- قسم الفهارس
- قسم الأمم المتحدة والهيئات الدولية
- قسم الشؤون الإدارية والمالية
- قسم الشؤون الفنية